# Elena Argiro
Elena Argiro (o Argiropulina in greco Ἑλένη Ἀργυρή / Ἀργυροπούλαινα?, in georgiano ელენე?, Elene; ... – Kutaisi, 1033) era una nobildonna bizantina della famiglia degli Argiro e regina consorte di Georgia come prima moglie del re Bagrat IV della dinastia dei Bagration. Fu data in sposa dallo zio, l'imperatore bizantino Romano III Argiro, al re bambino Bagrat intorno al 1032. Elena morì entro un anno circa, senza aver avuto figli.

## Famiglia
Elena era figlia del Magister Basilio Argiro e, quindi, nipote dell'imperatore Romano III Argiro. Il matrimonio di Elena con il re Bagrat, all'epoca di circa 14 anni, fu organizzato come parte di un accordo di pace negoziato, intorno al 1032, dalla madre e reggente di Bagrat, Mariam, durante la sua visita a Costantinopoli, che pose fine a una serie di ostilità bizantino-georgiane. La famiglia di Elena era ben nota ai potenti georgiani: la regina vedova Mariam era figlia del monarca armeno Giovanni-Senekerim, ultimo re di Vaspurakan, che aveva ceduto il suo patrimonio all'imperatore Basilio II. Il primo governatore bizantino di Vaspurakan fu Basilio Argiro, padre di Elena.

## Matrimonio
Mariam tornò in Georgia con la sposa e l'alta carica imperiale di curopalate per il figlio. Il matrimonio fu celebrato nella cattedrale di Bana, una delle principali chiese reali della Georgia Bagratide, che aveva anche ospitato l'incoronazione di Bagrat IV nel 1027. Il matrimonio è probabilmente il soggetto dell'affresco del 1036 proveniente dal monastero di Oshki, che raffigura un evento reale a Bana.
Secondo la tradizione storica georgiana, Elena portò in dote "uno dei chiodi di Gesù Cristo, l'icona di Okona e grandi ricchezze". Inoltre, alcuni artisti e artigiani bizantini la accompagnarono in Georgia. La nobile famiglia georgiana dei Garsevanishvili rivendicò in seguito la propria discendenza dal corista di Elena e ebbe il privilegio di essere custode ereditaria dell'icona di Okona. Questa icona bizantina in avorio della Madre di Dio, dopo una storia movimentata, ha trovato dimora al Museo di belle arti Shalva Amiranashvili a Tbilisi nel 2004. A Elena si attribuisce anche l'abbellimento della chiesa di Gordi in Mingrelia.
Elena morì circa un anno dopo il matrimonio nella città di Kutaisi, senza lasciare figli. Tutti i figli di Bagrat nacquero dal suo secondo matrimonio con la principessa alana Borena. La morte di Elena pose fine al breve riavvicinamento tra i Bagratidi georgiani e la corte bizantina e le relazioni tornarono presto ad essere instabili.